# Daniel Jeanrichard
Pour les articles homonymes, voir Jeanrichard.
Daniel Jeanrichard, dit Bressel (La Sagne, vers 1665 - Le Locle, 1741) est un horloger neuchâtelois considéré comme le fondateur de l'industrie horlogère dans le Jura. Si son existence historique est hors de doute, en revanche la question de son importance et de son rôle exact reste irrésolue. Figure tutélaire de l'industrie horlogère neuchâteloise, Daniel Jeanrichard est rapidement mythifié.

## Vie

### Le récit traditionnel
Le premier récit au sujet de Daniel Jeanrichard se trouve dans une sorte de descriptif touristique (avant la lettre) de la région neuchâteloise, qui parut dans la seconde moitié du XVIIIe siècle et connut plusieurs rééditions.

« Le premier fondateur de cet art dans les montagnes a été le Sr. Daniel Jean Richard, dit Bressel, père de M. Jean Jacques Richard, dont on parlera dans la suite & à qui l'on doit les détails suivans.
Il naquit à La Sagne en 1665. Un nommé Peter, marchand de chevaux, apporta en 1679, à son retour dans sa patrie, une montre faite à Londres, meuble absolument inconnu aux montagnes. Elle s’était dérangée pendant le voyage, cet home fut voir le père de Daniel Jean Richard, il remarqua divers petits ouvrages du fils & le jugea assez habile pour raccommoder sa montre, qu'il voulut bien lui confier. Ce jeune homme se mit en tête d'en faire une pareille. Il fallait auparavant imaginer & fabriquer tous les outils nécessaires de même que ressort, la boite & les autres assortiments, sans avoir dans sa position aucun secours qui pût lui faciliter le succès. Mais par son génie, soutenu d'un travail opiniâtre, il parvint au bout d'une année à avoir assez d'outils pour commencer sa  montre qui fut achevée six mois après. Cette pièce, jointe à plusieurs autres parties nécessaires de son établissement, attira chez lui les plus curieux de ses voisins qui lui confièrent des montres. Il les travailla avec la plus grande activité, & n'interrompit ce genre d'occupation que pour enseigner l'orfèvrerie à deux de ses frères. Il s'appliqua aussi à la gravure dont il avait besoin pour l'horlogerie. Il a fabriqué la première machine à fendre les roues qui ait paru en Suisse & sans en avoir jamais vu de pareilles. Un étranger lui apprit qu'il y en avait une à Genêve, il s'y rendit exprès pour l'examiner, son voyage fut infructueux parce qu'on en faisait un mystère, mais il vit les roues fendues & il comprit que cette opération devait se faire au moyen d'une roulette & d'une plate-forme chargée de nombres pour déterminer celui des dents & en rendre les intervalles parfaitement égaux. De retour chez lui il se mit à travailler & parvint enfin à construire cette machine si utile pour l'horlogerie. Dans la suite il en pourvût plusieurs de ses confrères jusque à ce que des ouvriers s'occupèrent uniquement de cette espèce de travail. Favorisé par cette heureuse découverte, le Sr. Richard reprit ses occupations ordinaires & réussit à faire de petites pendules & même des montres à répétition dans le goût de ces temps là. Il fut pendant quelques années le seul Horloger des montagnes & eut pour premier confrère le Sr. Jacob Brandt, dit Gruyerin de La Chaux de Fonds, qui fit sous sa direction un apprentissage de quelques mois, pour l'horlogerie, la gravure et la dorure. On ne doit pas être étonné si cet homme de génie se rendit bientôt célèbre & s'il forma un nombreux atelier, de sorte qu'on peut le regarder comme le premier mobile des talents de ses compatriotes. Il quitta enfin La Sagne au commencement de ce siècle & vint s'établir au Locle où il est mort en 1741. Ce fut là qu'il enseigna l'Horlogerie à ses cinq fils, lesquels y exercèrent seuls cette profession jusqu'à ce que quelques jeunes gens curieux de s'y former se mirent en apprentissage chez eux & devenus maîtres à leur tour ont formé de nouveaux artistes. Tels ont été les premiers & faibles commencements d'une fabrique devenue en peu de temps si florissante. »

— Frédéric Samuel Ostervald (de) (1713—1795), Description des Montagnes et des Vallées qui font partie de la Principauté de Neuchâtel et Valangin, 1766.
Dans sa monographie, Laurence Marti montre comment la figure de Jeanrichard est rapidement magnifiée et mythifiée :

« Cet art fut introduit en 1679 par un des habitants, qui rapporta d'Angleterre la première montre qui eût paru dans ces contrées. Un appelé Jeanrichard l'examina, en étudia le mécanisme avec soin, employa plus d'une année à inventer et exécuter les outils nécessaires et aidé de son seul talent, il fit une montre complète, De là, il passa à Genève et y ayant acquis toutes les connaissances nécessaires à la perfection de son art, il revint dans sa patrie, l'enseigna à ses compatriotes et laissa cinq fils, qui suivirent tous la profession de leur père. »

— Mme de la Briche, 1785.
Laurence Marti cite encore une autre source un peu plus tardive et qui va dans le même sens :

« Il réussit à terminer une montre dont le mouvement, le ressort, la boîte, la gravure, la dorure, tout était de sa main. »

— Henri Alphonse de Sandoz-Rollin, 1818

## Postérité
L'image du fondateur a été abondamment cultivée et développée au cours du XIXe siècle, en particulier après l'Exposition universelle de 1876 de Philadelphie, qui permettra aux horlogers suisses de mesurer la menace concurrentielle que faisait planer sur leur industrie la mécanisation à l'américaine. Un violent rejet de cette forme de production ravive le culte de Daniel Jeanrichard et entraîne la sanctification du principe de l'établissage. 
Les plus fervents protagonistes du culte du fondateur seront d'ailleurs les plus virulents opposants à l'américanisation. Le mouvement prendra une telle ampleur que les entreprises désireuses de se lancer dans la mécanisation de la production devront s'exiler dans le Jura bernois ou dans la ville de Bienne. Ce sera le cas, entre autres, des frères Brandt, fondateurs de la future Omega, qui quitteront La Chaux-de-Fonds pour Bienne en 1879.
Le 15 juillet 1888, Le Locle organise une fête grandiose,, impliquant toute la ville à l'occasion de l'inauguration d'une monumentale statue (de plusieurs mètres de haut) de Daniel Jeanrichard, fondateur de l'industrie horlogère neuchâteloise.
C'est seulement au début du XXe siècle que la recherche au sujet de Daniel Jeanrichard prend un tour plus scientifique, mais les recherches pour sérieuses et bien documentées qu'elles aient été n'aboutirent guère mieux qu'à retrouver l'image proposée par Ostervald et à remettre à plat toute la glorification ultérieure qui a fait de Jeanrichard pendant quelque temps, non seulement le fondateur, mais l'idéal de l'horlogerie neuchâteloise.
Aujourd'hui, Daniel Jeanrichard reste une figure importante. En 1974, le peintre suisse Hans Erni, chargé de décorer la salle de conférence du Musée international d'horlogerie de La Chaux-de-Fonds, y peint justement Daniel Jeanrichard. En 1991, la ville du Locle célèbre en grande pompe les 250 ans de la mort du fondateur.

## Renaissance
En 1988 une  marque de montres JeanRichard a été acquise par le groupe Sowind (lui-même contrôlé par le groupe Kering depuis 2011), puis relancée en 2012,. Le groupe Sowind possède également la marque Girard-Perregaux. L'entreprise joue la carte de la référence à l'horloger, en proposant une gamme de montres intitulée Bressel. 
En 1999, la firme a fait déplacer la statue monumentale de 1888 du Locle à Genève à l'occasion du Salon international de la haute horlogerie.

## Source
- Laurence Marti, L'invention de l'horloger : de l'histoire au mythe de Daniel JeanRichard, Lausanne (Suisse, Antipodes & Société d'histoire de la Suisse romande, 2003, 141 p. (ISBN 978-2-940-14636-9, BNF 39903057).